# Ferruccio Parri
Ferruccio Parri (Pinerolo, 19 de enero de 1890-Roma, 8 de diciembre de 1981) fue un partidista, antifascista y político italiano que ocupó el cargo de primer ministro de Italia por varios meses en 1945. Durante la resistencia, fue conocido como Maurizio.

## Biografía
Parri nació en Pinerolo, Piamonte. Fue soldado durante la Primera Guerra Mundial, siendo herido en cuatro ocasiones y condecorado cuatro veces. 
Estudió literatura y tras el fin de la guerra trabajó como periodista del periódico Corriere della Sera.
Murió en la ciudad de Roma a la edad de 91 años.